# Edmondo Fabbri
Edmondo Fabbri (Castel Bolognese, 1921. november 16. – Castel San Pietro Terme, 1995. július 8.) olasz labdarúgó, csatár, edző. Az olasz válogatott szövetségi kapitánya 1962 és 1966 között.

## Pályafutása

### Játékosként
A második világháború előtt az Imola, a Forlì, az Atalanta, az Ambrosiana és a Faenza labdarúgója volt. 1945–46-ban az Internazionale, 1946–47-ben a Sampdoria, 1947 és 1950 között ismét az Atalanta, 1950–51-ben a Brescia, 1951 és 1955 között a Parma, 1955 és 1957 között a Mantova csapataiban játszott.

### Edzőként
1957 és 1962 között a Mantova vezetőedzője volt. Az 1961–62-es idényben a bajnokság legjobb edzőjének választották. 1962 és 1966 között az olasz válogatott szövetségi kapitánya volt. Irányításával vett részt a csapat az 1966-os angliai világbajnokságon, ahol már a csoportkörben kiesett az együttes, mert az utolsó mérkőzésen az észak-koreai válogatottól 1–0-ra kikaptak. 1967 és 1969 között a Torino, 1969 és 1972 között a Bologna vezetőedzője volt és mindkét csapattal egy-egy olasz kupa győzelmet ért el. 1972–73-ban a Cagliari, 1974–75-ben ismét a Torino, 1976-ban a Ternana, 1980–81-ben a Pistoiese szakmai munkáját irányította.

## Sikerei, díjai
- Olasz bajnokság (Serie A)
  - legjobb edző (Panchina d'Oro): 1961–62

 Torino
- Olasz kupa (Coppa Italia)
  - győztes: 1968

 Bologna
- Olasz kupa (Coppa Italia)
  - győztes: 1970